# Sphodromantis
Genre
Sphodromantis est un genre d'insectes de la famille des mantidés (mantes).

## Liste d'espèces
- Sphodromantis abessinica  Sjöstedt, 1930
- Sphodromantis aethiopica La Greca & Lombardo, 1987
- Sphodromantis annobonensis Llorente, 1968
- Sphodromantis aurea Giglio-Tos, 1917 [1]
- Sphodromantis baccettii La Greca & Lombardo, 1987 [2]
- Sphodromantis balachowskyi La Greca, 1967
- Sphodromantis biocellata Werner, 1906
- Sphodromantis centralis Rehn, 1914
- Sphodromantis citernii Giglio-Tos, 1917
- Sphodromantis congica Beier, 1931
- Sphodromantis conspicua La Greca, 1967
- Sphodromantis elegans  Sjöstedt, 1930
- Sphodromantis elongata La Greca, 1969
- Sphodromantis fenestrata Giglio-Tos, 1912
- Sphodromantis gastrica Stal, 1858 [3]
- Sphodromantis gestri Giglio-Tos, 1912
- Sphodromantis giubana La Greca & Lombardo, 1987
- Sphodromantis gracilicollis Beier, 1930
- Sphodromantis gracilis Lombardo, 1992
- Sphodromantis hyalina La Greca, 1955
- Sphodromantis kersteni Gerstaecker, 1869
- Sphodromantis lagrecai Lombardo, 1990
- Sphodromantis lineola Burmeister, 1838 [4]
- Sphodromantis obscura Beier & Hocking, 1965
- Sphodromantis pachinota La Greca & Lombardo, 1987
- Sphodromantis pardii La Greca & Lombardo, 1987
- Sphodromantis pavonina La Greca, 1956
- Sphodromantis pupillata Bolivar, 1912
- Sphodromantis quinquecallosa  Werner, 1916
- Sphodromantis royi La Greca, 1967
- Sphodromantis rubrostigma Werner, 1916
- Sphodromantis rudolfae Rehn, 1901
- Sphodromantis socotrana (Roy, 2010)
- Sphodromantis splendida Hebard, 1920
- Sphodromantis stigmosa (Roy, 2010)
- Sphodromantis tenuidentata Lombardo, 1992
- Sphodromantis transcaucasica Kirby, 1904
- Sphodromantis viridis Forskål, 1775
- Sphodromantis werneri (Roy, 2010)[5]